# Laubieriellus
Laubieriellus är ett släkte av ringmaskar. Laubieriellus ingår i familjen Spionidae.
Kladogram enligt Catalogue of Life:
| Laubieriellus | \| \| Laubieriellus grasslei \| \| \| \| \| \| Laubieriellus salzi \| \| \| \| |
|               | \| \| Laubieriellus grasslei \| \| \| \| \| \| Laubieriellus salzi \| \| \| \| |
|               | Laubieriellus grasslei                                                         |
|               |                                                                                |
|               | Laubieriellus salzi                                                            |
|               |                                                                                |